# Гендерные исследования
Ге́ндерные иссле́дования — междисциплинарная исследовательская практика, использующая познавательные возможности теории социального гендера для анализа общественных явлений и их изменений. Эта область включает женские исследования (касающиеся женщин, феминизма, гендера и политики), мужские исследования и квир-исследования. Толчком к формированию данного направления в современном гуманитарном знании послужило предложение разведения биологической и культурной составляющих в изучении вопросов, связанных с полом.
Изучение пола является предметной областью биологии и физиологии, а анализ гендера — может быть рассмотрен как предметная область исследований психологов и социологов, анализа культурно-исторических явлений. Зачастую гендерные исследования изучаются вместе с сексуальностью.
Эти дисциплины изучают гендер и сексуальность во многих областях, таких как: литература, язык, география, история, политология, социология, антропология, кинематография, медиевистика, развитие человека, право, здравоохранение и медицина. Однако эти дисциплины иногда отличаются в своих подходах к тому, как и почему изучается гендер. Например, в антропологии, социологии и психологии гендер часто изучается как практика, а в культурологии в основном рассматриваются представления о гендере. Гендерные исследования также являются самостоятельной дисциплиной, включающей методы и подходы из широкого круга дисциплин. Каждая область стала рассматривать «гендер» как практику, иногда называемую чем-то перформативным.
Согласно Сэму Киллерманну, гендер также может быть разбит на 3 категории: гендерная идентичность, гендерное выражение и биологический пол. Эти категории являются ещё одним способом разделения гендера на различные социальные, биологические и культурные конструкции. Эти конструкции фокусируются на том, как феминность и маскулинность являются текучими сущностями и как их значение может колебаться в зависимости от различных ограничений, окружающих их.
Благодаря гендерным исследованиям пол в социальной теории рассматривается как инструмент социальной детерминации и стратификации (наравне с классом, этносом, конфессией, культурой), а актуальные социальные проблемы — власть, насилие, самосознание, свобода — предстают как проблемы, связанные с принадлежностью к определённому полу. Проблемы сущности человека, смысла и предназначения получили благодаря гендерным исследованиям гендерное измерение, представ как связанные с социально-половыми (гендерными) ролями каждого индивида и существующей в любом обществе иерархии и дискриминации по признаку пола.
Гендерные исследования делятся на следующие подразделы:
1. Гендерная социология
2. Гендерная психология
3. Гендерная география
4. Гендерный подход в философии
5. Гендерная экономика
6. Гендерная политология
7. Политика гендерного равенства
8. Гендерная компетентность
9. Гендерное образование
10. Гендерная лингвистика
11. Гендерная антропология

## Влияния

### Психоаналитическая теория
Ряд теоретиков оказали значительное влияние на область гендерных исследований, в частности, с точки зрения психоаналитической теории. Среди них Зигмунд Фрейд, Карен Хорни, Жак Лакан, Юлия Кристева, Браха Эттингер. Пол, изучаемый под объективом каждого из этих теоретиков, выглядит несколько иначе. Согласно фрейдистской системе, женщины «искалечены и должны научиться принимать отсутствие пениса». Лакан, однако, организует женственность и мужественность в соответствии с различными бессознательными структурами. Как мужчины, так и женщины участвуют в «фаллической» организации, и женская сторона сексуализации является «дополнительной», а не противоположной или дополняющей. Концепция сексуализации (сексуальной ситуации), которая предполагает развитие гендерных ролей и ролевых игр в детстве, полезна для противодействия идее о том, что гендерная идентичность является врожденной или биологически детерминированной. Другими словами, сексуализация индивида имеет такое же, если не большее, отношение к развитию у него гендерной идентичности, как и генетически обусловленная половая принадлежность мужчины или женщины. Юлия Кристева значительно развила область семиотики. Она утверждает, что патриархальные культуры, как и отдельные личности, должны исключать материнское и женское начала, чтобы они могли возникнуть. Браха Л. Эттингер трансформировала субъективность в современном психоанализе с начала 1990-х годов. Матричное женское различие определяет особый взгляд и является источником транс-субъективности и трансъективности как у мужчин, так и у женщин. Эттингер переосмысливает человеческий субъект в соответствии с архаической связью с материнским.

### Феминистская психоаналитическая теория
Феминистские теоретики, такие как Джулиет Митчелл, Нэнси Чодороу, Джессика Бенджамин, Джейн Галлоп, Браха Л. Эттингер, Шошана Фелман, Гризельда Поллок, Люс Иригарей и Джейн Лен, разработали феминистский психоанализ и утверждали, что психоаналитическая теория жизненно важна для феминистского проекта и должна, как и другие теоретические традиции, подвергаться критике со стороны женщин, а также трансформироваться, чтобы освободить её от остатков сексизма (то есть подвергаться цензуре). Шуламит Файрстоун в «диалектике секса» называет фрейдизм ошибочным феминизмом и рассуждает о том, что фрейдизм почти полностью точен, за исключением одной важной детали: везде, где Фрейд пишет «пенис», слово должно быть заменено на «власть». Критики, такие как Элизабет Грос, обвиняют Жака Лакана в сохранении сексистской традиции в психоанализе. Другие, такие как Джудит Батлер, Браха Л. Эттингер и Джейн Галлоп, использовали лаканианскую работу, хотя и в критическом ключе, для развития гендерной теории. Для Жан-Клода Гильбо гендерные исследования (и активисты сексуальных меньшинств) «осаждены» и рассматривают психоаналитиков как «новых священников, последних защитников генитальной нормальности, морали, морализма или даже мракобесия». По словам Даниэля Бона и Катерины Реа, гендерные исследования «часто критиковали психоанализ, чтобы увековечить семейную и социальную модель патриархальности, основанную на жесткой и вневременной версии родительского порядка».

### Литературная теория
Психоаналитически ориентированный французский феминизм все время фокусировался на визуальной и литературной теории. Наследие Вирджинии Вулф, а также «призыв Адриенны Рич к пересмотру женщинами литературных текстов, а также истории, побудили поколение феминистских авторов ответить своими собственными текстами». Гризельда Поллок и другие феминистки сформулировали миф, поэзию и литературу с точки зрения пола.

### Влияние постмодерна
Появление постмодернистских теорий повлияло на гендерные исследования, вызвав движение в теориях идентичности от концепции фиксированной или эссенциалистской гендерной идентичности к постмодернистской текучей или множественной идентичности. Влияние постструктурализма и его литературного аспекта теории постмодернизма на гендерные исследования было наиболее заметным в его оспаривании великих нарративов. Постструктурализм проложил путь к появлению квир теории в гендерных исследованиях, что потребовало расширения сферы её охвата до сексуальности. В дополнение к расширению, чтобы включить исследования сексуальности, под влиянием постмодернизма гендерные исследования также повернули свой объектив в сторону исследований маскулинности, благодаря работе социологов и теоретиков, таких как Р. В. Коннелл, Майкл Киммел и Э. Энтони Ротундо. Эти изменения и расширения привели к некоторым спорам в этой области, таким как спор между феминистками второй волны и квир теоретиками. Феминистки утверждают, что это полностью стирает категории пола, но ничего не делает, чтобы противодействовать динамике власти, воплощённой полом. Другими словами, тот факт, что гендер является социально сконструированным, не отменяет того факта, что существуют слои угнетения между полами.

## Развитие теории

### История
История гендерных исследований рассматривает различные аспекты гендера. Эта дисциплина исследует способы, которыми исторические, культурные и социальные события формируют роль пола в различных обществах. Область гендерных исследований, сосредоточив внимание на различиях между мужчинами и женщинами, также рассматривает половые различия и менее бинарные определения гендерной категоризации. Многие ученые-феминистки ставили своей целью подвергнуть сомнению первоначальные предположения относительно женских и мужских качеств, реально измерить их и сообщить о наблюдаемых различиях между женщинами и мужчинами. Первоначально эти программы были по существу феминистскими, предназначенными для признания вклада, внесенного женщинами, а также мужчинами. Вскоре мужчины начали смотреть на мужественность так же, как женщины смотрели на женственность, и развили область исследования, названную «мужскими исследованиями». Только в конце 1980-х и 1990-х ученые признали необходимость исследований в области сексуальности. Это было связано с растущим интересом к правам лесбиянок и геев, и ученые обнаружили, что большинство людей будут ассоциировать сексуальность и гендер вместе, а не как отдельные сущности. Хотя докторские программы для женщин существуют с 1990 года, первая докторская программа для потенциального кандидата наук в области гендерных исследований в Соединенных Штатах была утверждена в ноябре 2005 года. В 2015 году Кабульский университет стал первым университетом в Афганистане, который предложил магистратуру по гендерным и женским исследованиям.

### Женские исследования
Женские исследования — это междисциплинарная научная область, посвящённая темам, касающимся женщин, феминизма, гендера и политики. Она часто включает в себя феминистскую теорию, историю женщин (например, историю избирательного права женщин) и социальную историю, женскую художественную литературу, женское здоровье, феминистский психоанализ и феминистские и гендерные исследования, оказавшие влияние на практику большинства гуманитарных и социальных наук.

### Мужские исследования
Мужские исследования — это междисциплинарная академическая область, посвящённая темам, касающимся мужчин, маскулизма, пола и политики. Она часто включает в себя феминистскую теорию, мужскую историю и социальную историю, мужскую художественную литературу, мужское здоровье, феминистский психоанализ и феминистские и гендерные исследования, оказавшие влияние на практику большинства гуманитарных и социальных наук. Тимоти Лири и Анна Хики-Муди предполагают, что «всегда существовали опасности, присутствующие в институционализации» исследований мужественности «как полузакрытого сообщества», и отмечают, что «определенный триумф по отношению к феминистской философии преследует много исследований мужественности».

### Гендер в Азии
Некоторые вопросы, связанные с гендерной проблематикой в Восточной Азии и Тихоокеанском регионе, являются более сложными и зависят от места и контекста. Например, в Китае, Вьетнаме, Таиланде, Филиппинах и Индонезии большое значение того, что определяет женщину, имеет рабочая сила. В этих странах «гендерные проблемы, как правило, связаны с расширением экономических возможностей, занятостью и проблемами на рабочем месте, например, связанными с работниками неформального сектора, феминизацией миграционных потоков, условиями труда и долгосрочным социальным обеспечением». Однако в менее экономически стабильных странах, таких как Папуа-Новая Гвинея, Тимор-Лешти, Лаос, Камбоджа и некоторые провинции в более отдаленных районах, «женщины, как правило, несут расходы, связанные с социальными и бытовыми конфликтами и стихийными бедствиями».
Одна из проблем, которая остается неизменной во всех провинциях на различных этапах развития, заключается в том, что женщины имеют слабый голос, когда речь заходит о принятии решений. Одной из причин этого является «растущая тенденция к децентрализации, которая привела к тому, что процесс принятия решений опустился до уровня, на котором голос женщин зачастую является самым слабым и где даже женское движение гражданского общества, которое является мощным защитником на национальном уровне, борется за то, чтобы быть организованным и услышанным».
Подход стран Восточной Азии и Тихого океана к решению этих гендерных проблем основан на трех основных принципах. Первый компонент — это партнёрство со странами со средним уровнем дохода и развивающимися странами со средним уровнем дохода в целях поддержания и совместного использования достижений в области роста и процветания. Второй компонент поддерживает основы развития для обеспечения мира — возобновления роста и сокращения масштабов нищеты в беднейших и наиболее уязвимых районах. Заключительный компонент обеспечивает этап для начала управления знаниями, обмена ими и распространения информации о развитии с учётом гендерных факторов в регионе. Эти программы уже созданы и успешно реализуются во Вьетнаме, Таиланде, Китае, а также на Филиппинах, и усилия начинают предприниматься также в Лаосе, Папуа-Новой Гвинее и Тиморе-Лешти. Эти столпы говорят о важности демонстрации гендерных исследований.

### Джудит Батлер
Концепция гендерной перформативности лежит в основе работы философа и гендерного теоретика Джудит Батлер. С точки зрения Батлер, представление о гендере, сексе и сексуальности — это власть в обществе. Она находит конструкцию «гендерного, сексуального, желающего субъекта» в «регулятивных дискурсах». Часть аргументации Батлер касается роли секса в построении «естественного» или когерентного пола и сексуальности. По её мнению, гендер и гетеросексуальность конструируются как естественные, поскольку противопоставление мужского и женского полов воспринимается как естественное в социальном воображении.

## Критика
В 2018 году группа из трёх ученых, не являющихся специалистами в гендерных исследованиях, поставила эксперимент по написанию заведомо абсурдных и/или неэтичных статей, пародирующих типичные работы по гендерным исследованиям, в том числе содержащих стилизованные отрывки из «Майн Кампф». Всего было написано 20 статей, из них 7 были приняты к публикации в рецензируемых журналах, и ещё столько же находилось на стадии рассмотрения к тому времени, как авторы решили разоблачить свой эксперимент.
Историк и теоретик Брайан Палмер утверждает, что современные гендерные исследования опираются на постструктурализм — с его овеществлением дискурса и избеганием структур угнетения и борьбы сопротивления — затемняет истоки, смыслы и последствия исторических событий и процессов, а также стремится противопоставить современным тенденциям в гендерных исследованиях аргумент о необходимости анализа жизненного опыта и структур подчинения и власти. Авторы Дафна Патаи и Норетта Кертге предполагают, что попытка заставить женские исследования служить политической повестке дня привела к проблематичным результатам, таким как сомнительная стипендия и педагогические практики, которые больше напоминают индоктринацию, чем образование.
Рози Брайдотти (1994) критиковала гендерные исследования как «захват феминистской повестки дня исследованиями маскулинности, что приводит к переводу финансирования с позиций феминистского факультета на другие виды должностей. Некоторые из конкурсных захватов связаны с гей-исследованиями. Особое значение в этой дискуссии имеет роль мейнстрим-издателя, который, по нашему мнению, несет ответственность за пропаганду гендера как способа дерадикализации феминистской повестки дня, репродуцирования маскулинности и гомосексуальной мужской идентичности». Кэлвин Томас возразил, что, «как указывает Джозеф Аллен Бун, многие из мужчин в академии, которые являются наиболее поддерживающими „союзниками“ феминизма, являются геями, и что это „лицемерно“ игнорировать способы, которыми основные издатели продвигают феминистских теоретиков».
Гендерные исследования, и особенно квир-исследования в рамках гендерных исследований, неоднократно подвергались критике со стороны Ватикана. Папа Римский говорил об «идеологической колонизации», говоря, что «гендерная идеология» угрожает традиционным семьям и плодородной гетеросексуальности. Франция была одной из первых стран, где это утверждение получило широкое распространение, когда католические движения вышли на улицы Парижа против законопроекта об однополых браках и усыновлении. Бруно Перро показал, что этот страх имеет глубокие исторические корни. Он утверждает, что отказ от гендерных исследований и квир-теории выражает беспокойство по поводу национальной идентичности и политики меньшинств. Джейсон Харсин изучил аспекты французского движения против гендерной теории, обнаружив, что они демонстрируют качества глобальной правой популистской политики пост-правды.
Ряд исследователей критиковали данный концепт. В школах австралийского Нового Южного Уэльса изучение некоторых аспектов гендерной теории было запрещено.
В Центральной и Восточной Европе набирают силу «антигендерные» движения, особенно в Венгрии, Польше и России. В России гендерные исследования в настоящее время терпимы, однако поддерживаемая государством практика, которая выдвигает точку зрения, связанную с гендерными перспективами тех, кто находится у власти, — например, закон, подробно решающий особенности бытового насилия — был отменен в 2017 году. С 2010 года Россия также ведет кампанию в Совете Безопасности ООН по признанию так называемых «традиционных ценностей» в качестве легитимного фактора в защите и поощрении прав человека.
Программы гендерных исследований были запрещены в Венгрии в октябре 2018 года. В заявлении, опубликованном канцелярией премьер-министра Венгрии Виктора Орбана, пресс-секретарь заявил, что «позиция правительства заключается в том, что люди рождаются либо мужчинами, либо женщинами, и мы не считаем приемлемым для нас говорить о социально сконструированных полах, а не о биологических полах». Запрет вызвал критику со стороны нескольких европейских университетов, которые предлагают программу, в том числе Будапештского Центрально-Европейского университета, устав которого был отозван правительством, и широко рассматривается как часть движения венгерской правящей партии к тоталитаризму.
В Китае центральное народное правительство поддерживает исследования по гендеру и социальному развитию гендера в истории и практике, которые ведут к гендерному равенству. Цитируя философию Мао Цзэдуна «женщины занимают половину неба», это можно рассматривать как продолжение равенства мужчин и женщин, введенного в рамках Культурной революции.